# Anfissa Maximowna Agejewa
Anfissa Maximowna Agejewa (russisch Анфиса Максимовна Агеева, geboren am 12. Februar 1952 im Rajon Lowosero, RSFSR, Sowjetunion als Anfissa Maximowna Sacharowa) ist eine samische Sängerin aus Russland. Sie war 2001 die erste Person, die den russischen Teil von Sápmi beim internationalen Sámi Grand Prix repräsentierte, und die erste samische Person aus Russland, die diesen Wettbewerb gewann.

## Leben
Anfissa Agejewa wurde 1952 in der samischen Siedlung Kanewka (russisch Канёвка) an der Woronja im nordwestlichen Teil der Halbinsel Kola geboren. Ihre Eltern waren Maria Iwanowna Sacharowa (1922–2008) und Maxim Antonowitsch Sacharow (1919–1984). In der Familie wuchsen insgesamt 8 Kinder auf. Eine Schwester von Anfissa ist Domna Maximowna Chomjuk (geboren 1954), ebenfalls Künstlerin und Aktivistin.
Agejewa wuchs mit Kildinsamisch als erster Muttersprache auf und lernte Russisch erst in der Schule. In Folge des Baus eines Wasserkraftwerks und der Flutung ihrer Siedlung wurden die Samen aus der Gegend zu Beginn der 1970er Jahre umgesiedelt. Die meisten lebten später im Dorf Lowosero, so wie Agejewas Familie.
Seit 1971 ist sie mit dem in Teriberka geborenen Samen Andrei Agejew verheiratet, mit dem sie in Olenegorsk lebt.

## Wirken
Agejewa wirkt als Autorin und Übersetzerin und gehört zu den Herausgebern eines Wörterbuchs für ihre vom Aussterben bedrohte Muttersprache. Am meisten bekannt ist sie als Performerin des traditionellen ostsamischen Sprechgesangs, den sie von ihrer Mutter lernte. Diese Form des Gesangs unterscheidet sich vom westsamischen Joik und wird of mit dem skoltsamischen Namen Leuʹdd (kildinsamisch лыввьт) beschrieben.
2001 trat Agejewa mit ihrem Leuʹdd Melesch zum ersten Mal beim Sámi Grand Prix auf und gewann den Wettbewerb in der Kategorie Joik (für traditionellen Gesang). Sie nahm auch später mehrmals teil, allein oder gemeinsam mit ihrer Schwester Domna Chomjuk.
Neben den Alben des Sámi Grand Prix ist Agejewa auf mehreren in Russland veröffentlichten und lokal in der Oblast Murmansk verbreiteten Kompilationen vertreten.

## Veröffentlichungen (Auswahl)

### Diskographie (Kompilationen)
- 2001: Sami Grand Prix 2001
- 2003: Sami Grand Prix 2003 (zus. mit Domna Chomjuk)
- 2005: Davvi Jienat – Northern Voices
- 2007: Sami Grand Prix '07
- 2013: Sámi Grand Prix 2013
- 2014: Сборник саамских песен[8]
- 2017: Богатырь Ляйне (Audiobuch)[9]
- 2019: Sámi Grand Prix 2019 (zus. mit Domna Chomjuk)

### Übersetzung
- 2007: Iwan Matrechin Wiillkes puas. (Вӣллькесь пуаз, Lyrik auf Kildinsamisch) Murmansk ISBN 978-5-85510-309-0 (zus. mit Alexandra Antonowa)

### Wörterbuch
- 2014: Alexandra Antonowa Saamsko-ruski slowar. (Саамско-Русский словарь, Wörterbuch Kildinsamisch-Russisch-Kildinsamisch) Murmansk ISBN 978-5-98709-821-9 (Hrsg. zus. mit Semen Galkin, Domna Chomjuk, Elisabeth Scheller)